# Hey Baby (New Rising Sun)
Pour les articles homonymes, voir Hey Baby.
Pistes de First Rays of the New Rising Sun
Straight Ahead
(12) Earth Blues
(14)
Hey Baby (New Rising Sun) est une chanson de Jimi Hendrix parue après sa mort dans l'album First Rays of the New Rising Sun en 1997. Elle était publiée auparavant dans l'album posthume Rainbow Bridge en 1971.

## Genèse et premières versions
Une ébauche instrumentale intitulée The New Rising Sun est enregistrée le 23 octobre 1968 à Hollywood, dans les TTG Sunset Studios par Jimi Hendrix seul qui a ainsi procédé à des ajouts de guitares et une partie de batterie jouée par lui-même.,  Dans une critique d'album pour AllMusic, Sean Westergaard a commenté: "New Rising Sun serait un joyau des sessions d'enregistrement. Brièvement publié dans une version fortement raccourcie sur la très mal conçue et atroce compilation posthume Voodoo Soup, c'est une collaboration studio vraiment cool entre Jimi et Eddie Kramer, c'est comme un croisement entre And the Gods Made Love de Electric Ladyland et Little Wing [d'Axis: Bold as Love]." Bien que cela semble être une chanson complètement différente, John McDermott, le biographe de Hendrix, pense que la composition finale de Hey Baby est développée à partir de The New Rising Sun.
Après la mort de Jimi Hendrix, une partie de l'instrumental The New Rising Sun sera utilisée par le producteur John Jansen qui souhaite créer une séquence prévue pour l'album posthume War Heroes en 1972 en mélangeant divers extraits de morceaux de Hendrix, en particulier la jam Ezy Ryder/MLK Jam datant du 23 janvier 1970. Cette séquence n'est finalisée qu'en 1974 par le producteur Alan Douglas (qui reprendra à ce moment-là la gestion discographique du guitariste) sous le nom de Captain Coconut. Cette chimère parait dans l'album posthume controversé Crash Landing en 1975. L'ébauche quant à elle sera publiée en 1995 dans une version éditée par Alan Douglas en 1995 pour l'album posthume Voodoo Soup également controversé, puis en 2010 dans une version remixée et corrigée par Eddie Kramer dans la compilation West Coast Seattle Boy: The Jimi Hendrix Anthology par Experience Hendrix LLC qui aura récupérée les droits en 1995.
Le 18 mars 1969, Jimi enregistre une démo intitulée Hey Gypsy Boy avec le batteur Buddy Miles au Record Plant à New York. Plus proche musicalement de la version finale Hey Baby (par rapport à The New Rising Sun), la progression d'accord en mineure rappelle celle de All Along the Watchtower, mais n'a pas encore l'introduction que l'on retrouve dans la version finale. Cette version est publiée dans une version retravaillée par Eddie Kramer en 2013 dans l'album posthume People, Hell and Angels. Dans une critique d'album distincte, Westergaard a noté que "Hey Gypsy Boy est très étroitement lié à la version finale de Hey Baby, voire une première version." Entre-temps, le producteur Alan Douglas publiera la démo dans l'album posthume Midnight Lightning également controversé en 1975 dans une version travaillée avec des ajouts de musiciens de studio.

## Enregistrement
En attendant l'enregistrement officiel, la chanson Hey Baby (New Rising Sun) fait partie du répertoire du guitariste lors de la tournée américaine The Cry of Love entre avril et août 1970. C'est l'une des deux seules chansons inédites après la période Band of Gypsys avec Freedom à être régulièrement interprétée par le trio The Jimi Experience composée du bassiste Billy Cox et du batteur Mitch Mitchell. Hendrix a parfois introduit la chanson comme The New Rising Sun, y compris à Berkeley le 30 mai. Des versions lives de la chanson sont parues dans divers albums lives posthumes, dont Live at Berkeley en 2003, Freedom: Atlanta Pop Festival en 2015, Live in Maui en 2020 (fusionnée avec le début de la chanson In From the Storm, on retrouve cette version dans le coffret The Jimi Hendrix Experience Box Set en 2000) ou encore Blue Wild Angel: Live at the Isle of Wight en 2002.
La version studio officielle de Hey Baby (New Rising Sun) est enregistrée dans les nouveaux studios de Jimi Electric Lady à New York lors de la session du 1er juillet 1970. Durant l'enregistrement réalisé en prise live, le guitariste est accompagné par ses partenaires Billy Cox et Mitch Mitchell, auxquels s'ajoute le percussionniste Juma Sultan. Le chant de Jimi enregistrée durant la prise est considérée comme inachevée car le guitariste n'a pas l'occasion de poser le chant définitif de son vivant. Par ailleurs, Hendrix a rejeté une prise antérieure de la chanson qui n'était pas bonne (au point qu'il avait abandonné le chant au cours de celle-ci).
Lors de la session, Hey Baby est précédée d'un titre instrumental travaillé par Jimi intitulé Bolero. McDermott pense que Hendrix voulait créer un enchaînement entre l'instrumental, qui incorpore des sonorités de guitare inspirées du flamenco, et Hey Baby comme un medley.
Bien qu'inachevée, la prise Hey Baby est jugée satisfaisante. Pourtant, ce sera la prise définitive (en raison de la mort de Jimi) qui sera mixée le 12 mai 1971 par Eddie Kramer et John Jansen pour une parution dans l'album posthume Rainbow Bridge la même année, puis en 1997 dans l'album First Rays of the New Rising Sun.

## Parution et réception
Au cours de l'année 1970, Jimi inclut la chanson alors intitulée The New Rising Sun [Hey Baby] dans une des listes potentielles des chansons constituant le prochain album studio tant attendu..
Après la mort du guitariste, son manager Micheal Jeffery charge le batteur Mitch Mitchell et l'ingénieur du son du studio Eddie Kramer de sélectionner les enregistrements pour composer le premier album posthume intitulé The Cry of Love paru en début d'année 1971. Bien que les deux hommes l'évoquent pendant l'examen des enregistrements à sélectionner pour The Cry of Love, la chanson Hey Baby (New Rising Sun) est finalement choisie pour conclure Rainbow Bridge, le second album posthume produit par eux en 1971.
McDermott indique qu'« en raison du fait que le chant définitif n'a jamais été enregistrée, la prise live originale du chant de Jimi, y compris le passage où il demande à Kramer si« le microphone est branché ? », est gardée dans le mixage pour signaler que la chanson était encore au stade de démo en cours de travail ».
Le label Reprise Records publie l'album posthume Rainbow Bridge en octobre 1971 aux États-Unis et le mois suivant au Royaume-Uni et rencontre un succès commercial modéré par rapport aux précédents albums en atteignant la quinzième place au classement américain Billboard 200 et seizième au Royaume-Uni. Par la suite, l'album n'est pas réédité avant 2014, et la chanson n'est plus disponible à la vente pendant une vingtaine d'années.
Toutefois, après que la famille du guitariste a pris le contrôle de son héritage discographique, la chanson est publiée en 1997 dans l'album First Rays of the New Rising Sun, considéré comme la version la plus aboutie du cinquième album du guitariste.
En 2001, la chanson apparaît dans la compilation Voodoo Child: The Jimi Hendrix Collection. Un autre mix de l'enregistrement apparaît en 2010 dans le coffret West Coast Seattle Boy: The Jimi Hendrix Anthology en s'enchaînant avec Bolero.
Hey Baby est accueilli favorablement par la plupart des journalistes musicaux. Dans une critique contemporaine de l'album posthume Rainbow Bridge pour le magazine Rolling Stone, Tony Glover a décrit Hey Baby comme « simple mais évocateur […] C'est une bénédiction et un espoir à la fois ». Il ajoute qu'il est « rempli d'un désir purement solitaire et d'une introspection qui était souvent évincé au profit de choses plus éclatantes ». Pour Henderso, « la chanson [signifie] la nouvelle direction musicale [de Hendrix] » et Shapiro a estimé qu'elle « pourrait être appelée sa chanson thème pour les années soixante-dix ».
David Moskowitz commenté le jeu de guitare de Hendrix : « Tout au long de la chanson, le travail de guitare de Jimi est une démonstration de ses compétences à pleine puissance. Il utilise l'effet de guitare UniVibe pour améliorer son son et mettre un peu de force dans son jeu de guitare ». Pour sa part, Murray estime que l'effet est surutilisé et critique l'enregistrement : « c'est dommage que Hey Baby (The Land of the New Rising Sun) n'ai jamais été enregistré correctement, car la chanson est clairement d'une importance considérable pour Hendrix. La version officielle est timide et inachevée, un peu plus qu’une esquisse ». Il qualifie la chanson d'« aussi séduisante et nostalgique que tout ce qu'Hendrix a jamais écrit ».

## Autres parutions
Répétitions
- 28 octobre 1968, TTG Studios, Los Angeles (sous le nom de The New Rising Sun) : West Coast Seattle Boy: The Jimi Hendrix Anthology (2010), Voodoo Soup (1994) et Crash Landing (1975, version modifiée et mélangée avec la jam Ezy Ryder-MLK du 23 janvier 1970 sous le nom de Captain Coconuts)
- 18 mars 1969 aux Record Plant Studios, New York (sous le nom de Hey Gypsy Boy) : People, Hell and Angels (2013) et Midnight Lightning (1975, version retravaillée avec des musiciens de sessions)

Live
- The Forum, Los Angeles - 25 avril 1970[27] : Non officiellement publié, mais un enregistrement amateur de l'intégralité du concert est disponible sur le site officiel d'Hendrix[28]. Hendrix utilise l'effet octaver (qui place ses accords une octave au-dessus de ce qu'il joue) popularisé par le guitariste de jazz Wes Montgomery lors de son deuxième solo, qui enchaîne avec l'instrumental Villanova Junction.[29],[note 2].
- Berkeley Community Theatre, Californie - 30 mai 1970[31]: Live at Berkeley (2003), Jimi Plays Berkeley (vidéo, 1971); Jimi présente la chanson sous le nom de The New RIsing Sun[32].
- Atlanta International Pop Festival, Byron, Géorgie - 4 juillet 1970 :[33] Bien que la chanson conclue le concert, elle n’apparaît pas dans l'album Freedom: Atlanta Pop Festival (2015), car elle sonne fausse.[34]
- Maui, Hawaï - 30 juillet 1970 (premier concert, medley avec In From the Storm) :[35] Rainbow Bridge (film, 1971), The Jimi Hendrix Experience Box Set (2000) et Live in Maui (2020); le film Rainbow Bridge montre l'interprétation du medley Hey Baby/In From the Storm issu du premier concert, mais la seconde partie de la chanson est coupé après l'introduction.[36]
- Festival de l'Île de Wight, Royaume-Uni - 30 août 1970[11] : Blue Wild Angel: Live at the Isle of Wight (2002)
- Love and Peace Festival, Isle of Fehmarn, Allemagne - 6 septembre 1970[37] : Live at the Isle of Fehmarn (2005)

## Analyse
Hey Baby (New Rising Sun) est un des titres les plus prometteurs du nouvel album de Hendrix. La version reste malheureusement inachevée : c'est ce qui explique la décision d'Eddie Kramer et de John Jansen de laisser le passage où Jimi demande si « le microphone est branché ? » Pour autant, bien que ce ne soit qu'une simple démo du groupe en studio, Hey Baby (New Rising Sun) est un titre phare du répertoire Hendrixien régulièrement interprété en concert. Outre un superbe solo de guitare qui suit l'introduction du titre, l'interprétation ne souffre ici d'aucun souci majeur : combien d'auditeurs ne se sont jamais rendu compte du caractère inachevé du titre ? Il faut dire que le chant de Jimi Hendrix sert parfaitement cette composition.
"Hey Baby" est composé d'une section d'intro et d'une section principale avec un pont. L'intro est l'une des plus longues d'une chanson Hendrix, d'une durée de 51 mesures. Dans l'intro, Hendrix adopte une approche chromatique avec des pistes de guitare et des accords à un tempo modérément lent de 66 battements par minute (bpm). Après plusieurs changements de tonalité et de métrique, il atterrit sur la mineur, qui commence la progression d'accords à un tempo un peu plus rapide de 81 bpm pour le reste du morceau: A mineur – G – F – D,.
En ce qui concerne les paroles, « Hey Baby » fait écho à un thème Hendrix récurrent d'une figure féminine idéalisée, comme dans May This Be Love, Little Wing et Angel. Le journaliste Charles Shaar Murray a estimé que la figure allait au-delà du "propre sauveur personnel d'Hendrix, mais [en tant que] rédempteur pour toute l'humanité". Shapiro a également décrit l'espoir d'une "terre promise, un nouveau départ": 
Hey baby, where do ya, ch, comin' from?

Oh, she looked at me and smiled and looked at this face.

And said 'I'm coming from the land of the new rising sun.'

Then I said, 'Hey baby, where are ya tryin' to go to?'

Then she said 'I'm going to spread, spread around peace of mind,

And a whole lot of love to you 'n' you.'
Le poète David Henderson a appelé la section de pont de style R & B ou refrain, qui commence par "Fille, j'aimerais venir", "l'essence des paroles de cette chanson trompeusement simple ".